# نقشه تصویری
نقشه‌های تصویری (همچنین نقشه‌های مصور، نقشه های پانوراما، نقشه های چشم‌انداز، نقشه های دید پرنده) نقشه‌هایی هستند که وضعیت یک قلمرو جغرافیایی را بیشتر با شیوه‌های هنری نشان می‌دهند تا با روشهای فنی. این نوع نقشه‌ها در مقابل نقشه‌های تکنیکی مانند نقشه راه‌ها، اطلس یا نقشه توپوگرافی قرار دارند. نقشه نگاری در نقشه‌های مصور می‌تواند شامل چشم‌اندازهای پیچیده سه بعدی یا نقشه ساده با تصاویری از ساختمان‌ها، مردم و حیوانات باشد. آنها می‌توانند انواع موضوعات متنوعی نظیر رویدادهای تاریخی، شخصیت‌های افسانه ای یا محصولات کشاورزی محلی را پوشش دهند و در سطحی به گستردگی قاره یا یک پردیس دانشگاهی ترسیم شوند.
نقشه‌های تصویری معمولاً یک منطقه را با دیدی بالاتر از زاویه دید معمولی نشان می‌دهند. در حالی که نقشه‌های منظم بر روی انتقال دقیق فواصل تمرکز می‌کنند، نقشه‌های تصویری نشانه‌ها را تقویت می‌کنند و اغلب یک ترکیب پیچیده از مقیاس‌های مختلف را به یک تصویر اضافه می‌کنند تا بیننده را به شناخت بیشتر آن برسانند. با تأکید بر اشیاء و سبک، این نقشه‌ها یک طیف هنری از کاریکاتورهای بچگانه تا گرافیک‌های دقیق منظریه ای را شامل می‌شوند و ممکن است تولید آنها بسیار وقت گیر باشد.

## تاریخ و سنت نقشه‌های تصویری
ویل دورانت گفت که نقشه‌ها به ما چهره تاریخ را نشان می‌دهد. نقشه‌های تصویری برای نشان دادن غذاهای یک کشور، صنایع یک شهر، جاذبه‌های یک شهر توریستی، تاریخ منطقه یا زیارتگاه‌های مقدس آن استفاده می‌شوند.
تاریخچه نقشه‌های تصویری با تاریخچه نقشه کشی همپوشانی دارد و مصنوعات باستانی نشان می‌دهد که نقشه برداری تصویری از زمان تاریخ ثبت شده آغاز شده‌است.
در نقشه کشی قرون وسطی، آیکون‌های تصویری و همچنین نشانه‌های مذهبی و تاریخی معمولاً نسبت به علائم جغرافیایی دقیق بیشتر بودند. یک مثال کلاسیک از این نقشه T و O است که سه قاره شناخته شده را به شکل یک کراس با اورشلیم در مرکز آن نشان می‌دهد. هنر ترسیم نقشه با چشم‌انداز از منظر پرنده در طول رنسانس اروپا شکوفا شد. همان‌طور که مراکز تجاری در حال ظهور مانند ونیز شروع به رشد کردند، حاکمان محلی به هنرمندان دستور دادند تا نقاط تصویری شهرهایشان را به منظور کمک به سازماندهی نمایشگاه‌های خود و هدایت روند افزایش بازدید تجار ترسیم کنند. با رواج نقشه‌های چاپی، نقشه‌های تصویری به عنوان برخی از اولین فرم‌های تبلیغات تبدیل شدند، و برای تبلیغ شهرها استفاده می‌شدند.
بعدها، در طول عصر اکتشاف، نقشه‌ها به‌طور قابل توجهی برای نیازهای ناوبری دقیق تر شد و اغلب با طرح‌ها و نقشه‌هایی مانند کشتی‌های قایقرانی نشانگر جهت باد تجاری، درختان و کوه‌های کوچک برای نشان دادن جنگل‌ها و کوه‌ها همراه شدند و البته بسیاری از موجودات دریایی و بومیان عجیب و غریب و خیالی هم در نقشه‌ها درج شدند.

## قرن نوزدهم

یک نقشه تصویری یک منطقه روستایی و صنعتی در سنت لوئیس در طول قرن نوزدهم.

همان‌طور که کارتوگرافی تکامل می‌یافت، هنر نقشه نگاری مصور هم راه خود را می‌رفت و محبوبیت خود را در قرن نوزدهم با توسعه راه‌آهن به دست آورد. بین سال‌های ۱۸۲۵ و ۱۸۷۵، تولید و جمع‌آوری نقشه‌های پانوراما از شهرها به نوعی شیدایی تبدیل شد. تنها در ایالات متحده هزاران نقشه پانوراما تولید شد. هنرمندان برجسته پانوراما در ایالات متحده آمریکا هرمان بروزیوس، کامیل نادری، تادودوس مورتیمر فاولر، پل جیرو، آگوستوس کوچ، دی دی مورس، هنری ولگ و آل استریت بودند. نقشه‌ها در آن زمان تا حدودی مانند وب سایت‌ها عمل می‌کردند و برای رقابت و جذب مهاجران به کار می‌رفتند. بعضی اوقات اغراق‌آمیز بودن هنری به اندازه ای بود که مواجهان به جای دیدن شهرهای شگفت‌انگیز ترسیم شده در نقشه‌ها، با مناطق مخروبه مواجه می‌شدند. مجموعه گسترده‌ای از این نقشه‌های چاپی توسط کتابخانه کنگره حفظ می‌شود و بسیاری از آن‌ها همچنان مجدداً چاپ می‌شوند و تا امروز به فروش می‌رسند.

## قرن بیستم
با رشد گردشگری در قرن بیستم، نقشه برداری تصویری به عنوان یک هنر فرهنگی محبوب در دهه‌های ۱۹۲۰ تا ۱۹۵۰ ظهور کرد، که اغلب با سبک آرت دکو همراه بود.

احیای دیگری در دهه‌های هفتاد و هشتاد قرن بستم اتفاق افتاد و آن ظهرو شرکتهای پیشرو تولید نقشه‌های تصویری در کانادا و آمریکا بود. 

## نقشه‌های انسان نما

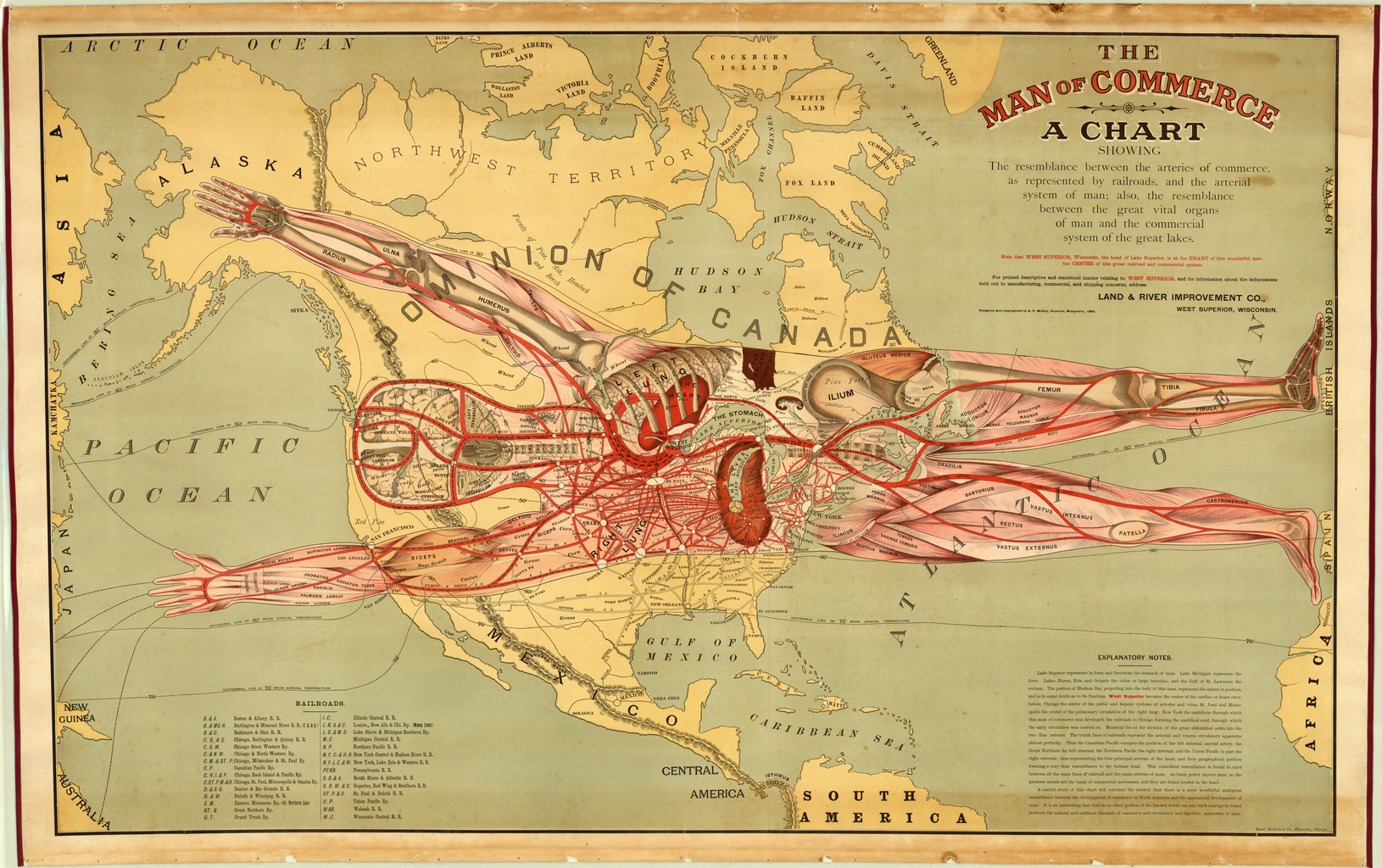
مرد تجارت، ۱۸۸۹، رند مک نالی و شرکت

نقشه‌های انسان نما نوعی از نقشه‌های تصویر هستند که در آنها مناطق جغرافیایی به اجزای بدن انسان تشبیه می‌شوند. نقشه‌های آنتروپومورفیک زمانی رواج یافتند د که سباستین مونستر از یک ملکه برای نشان دادن اروپا در سال ۱۵۷۰ استفاده کرد. نقشه، بازرگان، توسط Augustus F. McKay اولین نقشه انتروپومورفیک شناخته شده در ایالات متحده است که در سال ۱۸۸۹ تولید شد.